# Генк Бауман
Генк Бауман (нід. Henk Bouwman, 30 червня 1926 — 27 грудня 1995) — нідерландський хокеїст на траві.
Бронзовий призер Олімпійських Ігор 1948 року.